# Црква Свете Тројице у Петричу
Црква Свете Тројице се налазила у Петричу, насељеном месту на територији општине Пећ, на Косову и Метохији.
Црква у селу Петричу била је посвећена Светој Тројици, налазила се на путу Пећ-Приштина. Саграђена је 1992. године као донација породице Карић.

## Разарање цркве 1999. године
Након доласка италијанских снага КФОР-а, црква је демолирана и оскрнављена крајем јуна 1999. године од стране Албанаца.